# Asplenium wildii
Asplenium wildii är en svartbräkenväxtart som beskrevs av Ball. Asplenium wildii ingår i släktet Asplenium och familjen Aspleniaceae. Inga underarter finns listade.